# Alternança de codi
En lingüística, l'alternança de codi (en anglès code-switching) és l'alternança entre diverses llengües o varietats de llengua que realitzen els parlants en el text conversacional. Per als parlants que coneixen més d'una llengua, resulta habitual alternar entre elles, fins i tot encara que en tinguin un coneixement limitat. L'alternança de codi és un dels fenòmens derivats del contacte de llengües, que cal no confondre amb altres com la interferència lingüística o el préstec, ni tampoc amb la tria de llengües (en anglès, language choice).
És evident que l'alternança de codi és tan antiga com el contacte de llengües que porta al bilingüisme. Per exemple, s'ha analitzat l'alternança de codi entre l'hebreu i el català en textos de jueus catalans del segle xiv i XV. Els primers interessos acadèmics en l'alternança es remunten a principi del segle xx, quan Espinoza (1917) va parlar sobre l'alternança de codi entre l'anglès i l'espanyol a Nou Mèxic i el sud de Colorado (EUA). Segons Espinoza, aquests canvis no estaven regits per cap norma. Més, endavant, Weinreich(1963) va tractar el tema en una monografia sobre el contacte de llengües, però ho plantejava des d'un punt de vista estructuralista i afirmava que quedava limitat a canvis en la situació discursiva. Tanmateix, la realitat demostra que moltes d'aquestes alternances es produeixen dins de la mateixa oració i que no sempre s'expliquen pel context més immediat. D'altra banda, des del punt de vista social, en el model de diglòssia de Charles A. Ferguson (1959) i el d'àmbit d'ús de Fishman (1965) es van plantejar que les funcions que realitza cada varietat eren naturals i les acceptaven tots els parlants, però no es tenia en compte la possible falta de consens i el fet que sovint el predomini d'una varietat es mantenia per mitjà de la força. Tampoc es va plantejar l'ús de diferents llengües dins d'un mateix context.
No va ser fins a Blom i Gumperz (1972) que es va començar a estudiar el paper dels factors individuals que estaven implicats en l'alternança de codi. Es passà d'estudiar els factors com una estructura exterior abstracta per a interessar-se per la capacitat de decisió individual. Aquests autors diferenciaven entre l'alternança de codi situacional (alternança que permet diferenciar el tipus de relació entre els parlants) i metafòrica (transmeten significat social i s'utilitza per aconseguir efectes comunicatius especials). Més endavant, Gumperz (1982) plantejava que les alternances són elements que permeten tant al parlant com a l'oïdor establir el marc en el qual s'estableix la comunicació. Atorgava sis funcions a les alternances: (1) citació de paraules d'altri; (2) especificació del destinatari; (3) interjecció; (4) reiteració; (5) qualificació del missatge, i (6) personalització vs. objectivació.
Una de les crítiques a aquesta classificació de Gumperz ve de Peter Auer (1998), ja que aquest considera que cal plantejar cada alternança dins del context, ja que és una eina de construcció del discurs i no es classifica amb unes funciones prèviament establertes. S'han plantejat diferents models per donar uns marcs teòrics que permetin superar aquestes restriccions. Bourdieu (1982) postula que hi ha un mercat lingüístic en què la llengua s'explica en la competició social en la qual entra l'individu i la posició social que vol aconseguir. Una altra contribució a l'estudi de l'alternança de codi ha estat el de Myers-Scotton que, en termes de la motivació social, proposa el model de marcatge: darrere cada interacció hi ha un principi de negociació en el qual el parlant decideix si tria la forma marcada o la no marcada.
Poplack (1980), per la seva banda planteja la restricció de l'equivalència com a màxim exponent de la perspectiva lineal de l'alternança: aquesta es produeix quan la juxtaposició no viola cap regla sintàctica de cap dels codis, és a dir, en els punts en els quals l'estructura sintàctica és la mateixa en les dues llengües. També adopta la restricció del morfema lliure, d'acord amb la qual és possible alternar després de qualsevol element, sempre que aquest no sigui un morfema lligat.
Una altra contribució interessant ha estat la de Muysken (2000) que proposa que els models proposats fins ara són complementaris entre ells i cadascun és vàlid per a un concjunt concret de dades. Per tant, per poder explicar tots els models d'alternança, recorre a una tipologia amb tres tipus: la inserció (el tipus descrit per Myers-Scotton), l'alternació (fa referència a les restriccions de Poplack) i la lexicalització congruent (en referència a les recerques d'autors com Labov).